# Tabernash
Tabernash és una concentració de població designada pel cens dels Estats Units a l'estat de Colorado. Segons el cens del 2000 tenia 165 habitants.

## Demografia
Segons el cens del 2000, Tabernash tenia 165 habitants, 72 habitatges, i 38 famílies. La densitat de població era de 15,7 habitants per km².
Dels 72 habitatges en un 25% hi vivien nens de menys de 18 anys, en un 47,2% hi vivien parelles casades, en un 4,2% dones solteres, i en un 47,2% no eren unitats familiars. En el 26,4% dels habitatges hi vivien persones soles el 2,8% de les quals corresponia a persones de 65 anys o més que vivien soles. El nombre mitjà de persones vivint en cada habitatge era de 2,29 i el nombre mitjà de persones que vivien en cada família era de 3,03.
Per edats la població es repartia de la següent manera: un 24,2% tenia menys de 18 anys, un 4,2% entre 18 i 24, un 47,3% entre 25 i 44, un 18,2% de 45 a 60 i un 6,1% 65 anys o més.
L'edat mediana era de 34 anys. Per cada 100 dones de 18 o més anys hi havia 140,4 homes.
La renda mediana per habitatge era de 40.179 $ i la renda mediana per família de 12.411 $. Els homes tenien una renda mediana de 36.250 $ mentre que les dones 24.750 $. La renda per capita de la població era de 20.485 $. Entorn del 51,1% de les famílies i el 27,4% de la població estaven per davall del llindar de pobresa.

## Poblacions més properes
El següent diagrama mostra les poblacions més properes.